# JSHint
JSHint는 자바스크립트 소스 코드가 코딩 규칙을 준수하여 컴파일되는지를 확인하기 위한 정적 코드 분석 도구이다. JSHint는 2011년 Anton Kovalyov가 더글라스 크록포드의  JSLint 프로젝트를 포크함으로써 만들어졌다.
온라인 버전은 공식 웹사이트를 통해 접근이 가능하며 여기서 사용자들은 코드를 붙여넣어서 애플리케이션을 온라인에서 실행할 수 있다. JSHint의 명령 줄 버전은 Node.js 모듈로 배포되며 JSHint를 프로젝트의 개발 워크플로에 연동시켜서 자동화된 린트 프로세스를 가능케 한다.